# Moriba Alain Koné
Pour les articles homonymes, voir Koné.
Moriba Alain Koné est un avocat et personnalité politique guinéen.
Il est nommé Garde des Sceaux, Ministre de la Justice et des droits de l'homme du 31 décembre 2021 au 8 juillet 2022.
Depuis le 25 novembre 2023, il est l'Ambassadeur de la Guinée en Afrique du Sud.

## Parcours professionnel
Avant d'être ministre, il était le secrétaire général du Ministère de la Justice depuis le 10 novembre 2021. Au part avant, il était avocat au barreau du Québec et de Guinée.
Consultant en immigration du Canada, il est nommé Garde des Sceaux, Ministre de la Justice et des droits de l'homme dans le Gouvernement Mohamed Béavogui en remplacement de Fatoumata Yarie Soumah limogée.
Le 8 juillet 2022, il est remplacer par Alphonse Charles Wright.

### Diplomate
Moriba Alain est depuis le 25 novembre 2023, l'Ambassadeur de la Guinée en Afrique du Sud en remplacement de Vincent Koné, jusque là chargé d'affaires.